# László János (orvos)
László János (Tövis, 1925. február 21. – 2011. március) kutatóorvos, orvosi szakíró, egyetemi tanár, az OGYI rektora.

## Életútja
Középiskolát a nagyenyedi Bethlen Gábor Kollégiumban s a dési II. Rákóczi György főgimnáziumban végzett (1944), orvosi oklevelet a Marosvásárhelyi Orvosi és Gyógyszerészeti Egyetem (OGYI) közegészségtani karán szerzett (1951). Ugyanitt a bakteriológiai tanszék munkatársa, főorvos (1959), előadó tanár (1964), az orvostudományok doktora (1967), egyetemi tanár (1970), az OGYI rektora (1976-84).
Tudományos tevékenysége kiterjedt a bakteriológia és a vírustan több területére, így a tüdő- és vesetuberkulózis kóroktanára, a járványos májgyulladás vírusaira. Utóbbiak elkülönítése, tenyésztése, oltóanyag előállítása, elektronmikroszkópos vizsgálata terén elért eredményeit nyilvántartja a szakirodalom. Foglalkozott a kísérletes daganatkutatás egyes kérdéseivel, így betegektől származó sejtek érzékenységével osztódásgátló gyógyszerekkel szemben. Tudományos közleményei az Orvosi Szemle, Voproszi Viruszologij (Moszkva), Nature (London), Zeitschrift für Innere Medizin, Experientia, Archiv Roumaine de Pathologie Experimentale et de Microbiologie hasábjain jelentek meg; ismeretterjesztő írásait közölte a Korunk Évkönyv (1973), a Hargita Kalendárium (1990).
Az 1990-es évek elején nyugdíjazták, 2006. decemberben tiszteletbeli professzori oklevéllel ismerték el munkásságát.

## Kőnyomatos jegyzetei
- Általános és részletes vírustan. (Marosvásárhely, 1957);
- Vírustani gyakorlatok és alapfogalmak. (Marosvásárhely, 1957);
- Orvosi virológia. (Marosvásárhely, 1976);
- Orvosi mikrobiológia I-III. (magyarul és románul, társszerzőkkel. (Marosvásárhely, 1976-88);
- A Bîlbie-Pozsgi-féle Bacteriologie medicală című tankönyv Rezistența naturală című fejezetének szerzője (1984);
- Kórokozó mikroorganizmusok. Péter Mihállyal. (Kolozsvár, 1988).

## Társasági tagság
- Erdélyi Múzeum-Egyesület (1990 óta)